# Williams Companies
Williams Companies — американская газовая компания. Штаб-квартира находится в Талсе, штат Оклахома. Основная деятельность компании заключается в разведке, добыче, переработке, транспортировке природного газа, также в меньших объёмах нефтедобыча и электроэнергетика.

## История
Компания Williams Brothers была основана в 1908 году братьями Уильямсонами в 1908 году в Форт-Смите, штат Арканзас. Первоначально компания была строительным подрядчиком, но с 1916 года занялась прокладкой трубопроводов. В 1918 году штаб-квартира компании переехала в Талсу, вскоре компания начала участвовать в зарубежных проектах.
В 1966 году компания приобрела Great Lakes Pipe Line Company за $287 млн, владевшую крупнейшим на тот момент в США нефтепроводом в районе Великих озёр; при этом сама компания Williams Brothers стоила 27 млн долларов, покупка выполнялась на заёмные средства. В 1971 году компания сменила название на Williams Companies, к этому времени она расширила сферу деятельности в производство удобрений, торговлю стальными изделиями и баллонами с сжиженным газом. В 1974 году было создано подразделение нефтедобычи. В 1976 году было продано подразделение по прокладке трубопроводов. В 1983 году компания значительно расширила систему своих газопроводов с покупкой Northwest Energy Company.
В 1985 году была создана дочерняя компания Williams Telecommunications, которая занялась прокладкой волоконно-оптических кабелей в списанных трубопроводах, однако к началу 2000-х годов телекоммуникационный бизнес был продан. В конце 1980-х годов также были проданы подразделения нефтедобычи и удобрений. В 1995 году компания за 3 млрд долларов купила Transco Energy Company с её газотранспортной сетью протяжённостью 26,5 тыс. км.
В 2001 году компания совершила очередное поглощение, целью которого стала Barrett Resources, занимавшаяся добычей природного газа.

## Деятельность компании
Компания управляет двумя крупными газопроводами (Transcontinental Pipeline и Northwest Pipeline, а также осуществляет сбор, переработку и транспортировку сланцевого газа в штатах Пенсильвания, Нью-Йорк, Огайо, Вайоминг, Колорадо, Техас и Луизиана. Кроме этого занимается добычей нефти и газа на побережье Мексиканского залива.
В списке крупнейших публичных компаний в мире Forbes Global 2000 за 2022 год Williams заняла 523-е место. В списке крупнейших компаний США по размеру выручки Fortune 500 заняла 347-е место.